# 清水潔 (歴史学者)
清水 潔（しみず きよし、1948年11月10日 - ）は、日本の歴史学者。前皇學館大学学長・教授。博士（法学）（2008年・京都産業大学）。
専門は日本古代史（法制史、朝儀史、古代典籍、古代公卿学の研究）。三重県名張市出身。同市在住。2024年、瑞宝中綬章受章。

## 略歴
- 1971年 - 皇學館大学文学部国史学科卒業
- 1973年 - 皇學館大学大学院文学研究科国史学専攻修了、皇學館大学助手
- 1978年 - 皇學館大学史料編纂所講師
- 1983年 - 皇學館大学史料編纂所助教授
- 1991年 - 皇學館大学史料編纂所教授
- 1992年 - 皇學館大学文学部教授
- 2007年 - 皇學館大学文学部学部長
- 2011年 - 皇學館大学学長
- 2019年 - 皇學館大学学長退任

## 著述目録

### 単著
- 清水潔『藤原行成』皇學館大學出版部〈皇学館大学講演叢書 第85輯〉、1996年。 NCID BA58982049。全国書誌番号:98015526。

### 編著
- 類聚符宣抄の研究-付・類聚符宣抄・別聚符宣抄索引-（国書刊行会 1982年）
- 皇學館大學史料編纂所『公卿補任年紀編年索引（自文武天皇元年至延暦十年）』皇學館大學史料編纂所、1990年。 NCID BN05446308。全国書誌番号:90053821。
- 式内社調査報告 総索引（皇學館大学出版部 1995年）
- 清水潔『新校本朝月令』皇學館大學神道研究所〈神道資料叢刊 8〉、2002年。 NCID BA61747921。全国書誌番号:20411541。

### 共著
- 図説伊賀の歴史 上巻（郷土出版社 1992年）

### 共編著
- 東大寺要録編年索引（皇學館大学史料編纂所 1986年）
- 続日本紀史料 第1巻（皇學館大学出版部 1987年）
- 続日本紀史料 第2巻（皇學館大学出版部 1994年）

### 論文
- 清水潔「「類聚符宣抄」の成立について」『皇学館論叢』第4巻第2号、皇学館大学人文学会、1971年4月、38-46,表1枚、ISSN 02870347、NAID 40001177921。（目次のみ閲覧可能）
- 清水潔「「類聚符宣抄」「別聚符宣抄」人名索引」『皇学館論叢』第5巻第4号、皇学館大学人文学会、1972年8月、40-65頁、ISSN 02870347、NAID 40001177968。（目次のみ閲覧可能）
- 「律逸文一条と律集解」（利光三津夫博士拾遺『律の研究』所収）一条の訂正と追加（「律令研究資料」4 1973年）
- 清水潔「「類聚符宣抄」撰者再考:源経頼説の提唱」『皇学館論叢』第6巻第3号、皇学館大学人文学会、1973年6月、70-76頁、ISSN 02870347、NAID 40001177995。
- 『政事要略』の欠佚篇部目の復原-『国史大系書目解題』上巻の補遺と修正-（「皇學館論叢」6-5 1973年）
- 清水潔「「国史」について:「政事要略」所引「国史」を中心にして」『皇学館論叢』第7巻第1号、皇学館大学人文学会、1974年2月、32-59頁、ISSN 02870347、NAID 40001178016。
- 「基」（『令集解』所引）について（「皇學館大学紀要」13 1975年）
- 宮中・京中の式内社数-その数へ方-（「式内社研究会月報」10 1975年）
- 清涼記と新儀式と天暦蔵人式」（「皇學館論叢」9-2 1976年）
- 本朝月令と政事要略の編纂（「神道史研究｣24-3 1976年）
- 伝宣草の成立（「皇學館大学紀要」15 1977年）
- 年号の制定方法（「神道史研究」25-5・6 1977年）
- 政事要略人名索引の補訂（「史聚」7 1977年）
- 明治天皇の御精神（「日本」27-11 1977年）
- 「説者」は養老律令注釈書の一書とする説への疑問（「史料」4 1978年）
- 摂関院政期の大嘗祭について（皇學館大学神道研究所編『大嘗祭の研究』皇學館大学出版部 1978年）
- 『本朝月令』逸文考（「史正」5・6 1978年）
- 「説者」補考（「史料」7 1978年）
- 伊賀国伊賀郡 依那古神社について（「式内社研究会月報」46 1978年）
- 政事要略の逸文一条（「史料」12 1979年）
- 類聚国史の篇目について（「史料」13 1979年）
- 政事要略逸文（「国書逸文研究」3 1979年）
- 詔勅・宸記・御訓誡書・御製に見る天皇（『歴史百科 日本皇室事典』所収 百年社 1979年）
- 伊賀国伊賀郡 依那古神社（「式内社のしおり」12 1979年）
- 松の内（「日本」29-1 1979年）
- 節分（「日本」29-2 1979年）
- 春分の日（「日本」29-3 1979年）
- 花まつり（「日本」29-4 1979年）
- 端午の節供（「日本」29-5 1979年）
- 六月祓（「日本」29-6 1979年）
- たなばた（「日本」29-7 1979年）
- お盆（「日本」29-8 1979年）
- 月見（「日本」29-9 1979年）
- 神無月（「日本」29-10 1979年）
- 新嘗祭（「日本」29-11 1979年）
- 冬至（「日本」29-12 1979年）
- 姓氏と紋章（「日本」29-12 1979年）
- 本朝月令所引の国史（「史料」20 1980年）
- 国史の引用より見たる政事要略の編纂態度と編者の日本紀観（「皇學館論叢」13-2 1980年）
- 神社の本（『歴史百科 日本の歴史書3500』所収 百年社 1980年）
- 四方拝（「日本」30-1 1980年）
- 祈年祭（「日本」30-2 1980年）
- 雛祭り（「日本」30-3 1980年）
- 天長節（「日本」30-4 1980年）
- こどもの日（「日本」30-5 1980年）
- 雷鳴（「日本」30-6 1980年）
- 相撲（「日本」30-7 1980年）
- 放生会（「日本」30-8 1980年）
- 重陽節（「日本」30-9 1980年）
- 平安仏教（「日本」30-10 1980年）
- 亥子餅（「日本」30-11 1980年）
- 正倉院展（「日本」30-12 1980年）
- 左経記（補遺・参考・覚書）（「国書逸文研究」6 1981年）
- 伊賀国伊賀郡 比地神社（「式内社のしおり」19 1981年）
- 源経頼の伝記的研究-その公卿学の形成と展開を中心にして（上）-（「皇學館論叢」14-5 1981年）
- 奉勅宣・上宣に非ざる宣旨」「史料」41 1981年）
- 源経頼の伝記的研究-その公卿学の形成と展開を中心にして（中）-（「皇學館論叢」14-6 1981年）
- 平安時代の漢唐文化（「日本」31-3 1981年）
- アメリカ見聞抄（「日本」31-9 1981年）
- 源経頼の伝記的研究-その公卿学の形成と展開を中心にして（下）-（「皇學館論叢」15-1 1982年）
- 式内社（「神道史研究」30-3 1982年）
- 本居宣長『古事記伝』（「日本」32-2 1982年）
- 梨木神社（「日本」32-9 1982年）
- 「外記宣旨」について（「芸林」32-4 1983年）
- 『江家次第』と『江次第語義』（「国書逸文研究」12 1983年）
- 国文学の発達（「日本」33-5 1983年）
- 蓑虫庵（「日本」33-8 1983年）
- 天仁元年大嘗会について（『瀧川政次郎先生米寿記念論文集 神道史論叢』所収 国書刊行会 1984年）
- 桃（「日本」34-3 1984年）
- 萩（「日本」34-9 1984年）
- 宇多天皇『寛平御遺誡』（「日本」34-9 1984年）
- 「重陽節の起源」「史料」75 1985年）
- 『小右記』『権記』『左経記』書名索引（稿）（「国書逸文研究」15 1985年）
- 楠（「日本」35-5 1985年）
- 楓（「日本」35-10 1985年）
- 朝熊神社（谷川健一編『日本の神々 神社と聖地』6所収 白水社 1986年）
- 八部衆（「日本」36-2 1986年）
- 竹取翁（「日本」36-4 1986年）
- 「年中行事」覚書（「神道古典研究会報」9 1987年）
- 『本朝月令』逸文（拾遺・参考・覚書）（「国書逸文研究」20 1987年）
- 『続日本紀』と年中行事（皇學館大学史料編纂所編『創立十周年皇學館大学史料編纂所論集』皇學館大学出版部 1989年）
- 『江家次第』大嘗会記事の性格とその成立（皇學館大学神道研究所編『続大嘗祭の研究』皇學館大学出版部 1989年）
- 大覚寺地の四履-『三代実録』の逸文によせて-（「史料」107 1990年）
- 左経記（『日本歴史「古記録」総覧 古代・中世篇』新人物往来社 1990年）
- 『玉類抄』所引『政事要略』逸文（拾遺・覚書）（「国書逸文研究」23 1990年）
- 恩の思想の展開と近代化（上）（「日本」41-10 1991年）
- 恩の思想の展開と近代化（下）（「日本」42-1 1991年）
- 平安時代の白山神社（白山神社史編纂委員会編『白山神社史』白山神社 1992年）
- 尊経閣文庫本「本朝月令」と建武の朝儀再興（「皇學館史學」7・8 1993年）
- 「西宮記」と源経頼の故実学（「神道大系月報」115 1993年）
- 『山家要略記』所引「本朝月令」について（「史料」138 1995年）
- 上代における毎朝御拝の伝統と神国思想-日本紀講書の影響-（「神道史研究」44-2 平成8年（1996年）
- 「元旦四方拝」の成立（「神道史研究」46-2 1998年）
- 本朝月令の諸本（「皇學館大学神道研究所紀要」15 1999年）
- 弘仁式貞観式逸文をめぐって（「史料」168 2000年）
- 神国思想の形成と展開-古代中世を中心として-（「日本」50-1 2000年）
- 本朝月令の成立（「皇學館大学神道研究所紀要」17 2001年）
- 『本朝月令』『政事要略』所引聖徳太子伝について（「神道史研究」49-2 2001年）
- 後三条天皇（上）（「日本」51-6 2001年）
- 後三条天皇（下）（「日本」51-7 2001年）
- 別聚符宣抄（『国史大系書目解題』下 吉川弘文館 2001年）
- 『本朝月令』書名考（所功先生還暦記念会編『国書・逸文の研究』臨川書店 2001年）
- 「御服」規定の成立-弘仁十一年詔の検討を中心に-（「史料」184 2003年）
- 醍醐天皇と延喜の治（「日本」56-1 2006年）

### 書評・紹介
- 『現代をどうとらえるか』（「日本」20-5 1970年）
- 谷省吾『真実の回復』（「日本」23-11 1973年）
- 所功著『日本の年号』（「皇學館論叢」10-3 1977年）
- 『古代天皇の秘密』（「日本」29-6 1979年）
- 白山芳太郎著『職原鈔の基礎的研究』（「皇學館大学神道研究所所報」14 1980年）
- 京都東山御文庫本撰集秘記」（「史料」23 1980年）
- 虎尾俊哉著『古代典籍文書論考』（「日本歴史」420 1983年）
- 所功著『日本の祝祭日』」（「日本」36-6 1986年）
- 瀧川博士米寿記念会編『律令制の諸問題』（「日本歴史」465 1987年）
- 田中卓著『歴史と伝統-この大学を見よ-』（「日本」38-10 1988年）
- 和田英松注解・所功校訂『新訂建武年中行事註解-付・日中行事註解-』（「神道史研究」38-3 1990年）
- 時野谷滋著『飛鳥奈良時代の基礎的研究』（「芸林」40-4 1991年）
- 『近江神宮 - 天智天皇と大津京-』（「日本」41-8 1991年）
- 西山徳博士著『日本思想の源流と展開』（「日本」43-10 1993年）
- 神道大系 朝儀祭祀編『西宮記』『北山抄』」（「芸林」44-2 1995年）
- 田中卓著『新撰姓氏録の研究』（田中卓著作集第九巻）（「芸林」45-4 1996年）
- 『國史学の骨髄』（「日本」49-3 1999年） 田中卓編『平泉澄博士全著作紹介』所収 （勉誠出版 2004年）
- 所功著『宮廷儀式成立史の再検討』（「芸林」50-2 2001年）
- 飯田瑞穂著作集4『古代史籍の研究下』（「芸林」50-3 2001年）
- 所京子著『平安朝「所・後院・俗別当」の研究』（「芸林」54-1 2005年）

### 項目執筆
- 阿部猛・義江明子・相曽貴志編『平安時代儀式年中行事事典』（東京堂出版 2003年）
  - 「本朝月令」
  - 「類聚符宣抄」

### 解説
- 神宮雑書 雑書並大上中下祓料物注文 慶応元年 荒木田守賀写（『神宮古典籍影印叢刊 神宮神領記』八木書店 1983年）
- 田中卓著『壬申の乱とその前後』解説」（田中卓著作集5『壬申の乱とその前後』国書刊行会 1985年）
- 田中卓著『新撰姓氏録の研究』解説（田中卓著作集9『新撰姓氏録の研究』国書刊行会 1996年）